# Quirnbach/ Pfalz
Quirnbach/ Pfalz è un comune di 477 abitanti della Renania-Palatinato, in Germania.

Appartiene al circondario (Landkreis) di Kusel (targa KUS) ed è parte della comunità amministrativa (Verbandsgemeinde) di Oberes Glantal.